# 鈴木宣之
鈴木 宣之（すずき のぶゆき、1942年12月8日 - ）は、日本の実業家、作家、アマチュア野球指導者。愛知県名古屋市熱田区出身。東海中学校・高等学校、芝浦工業大学工学部二部卒業。

## 来歴
高校在学中は外野手として野球部で活動。3年生のとき、夏の愛知県大会ベスト4進出。大学卒業後は、東京都品川区西中延の伯父の会社に勤務。1970年、愛知県西春日井郡にて実兄の世話で、機械部品製造の自営を始める。
イチローの実父で、イチローの個人事務所「オフィス・イチロー」の代表も務める。イチローの父親であることから、「チチロー」と呼ばれることもある。また、元ファッションモデルの鈴木来海は孫に当たる。

## 人物
- 1970年、実兄の世話になり、機械部品製造町工場を創設。
- 1995年、二子山親方・辰巳琢郎・山際淳司らとともに、「ベスト・ファーザー イエローリボン賞」を受賞した。
- 2003年、オリックス時代のCM出演料などを個人所得とせず、宣之が代表を務める『オフィス・イチロー』の所得に計上していたとして、名古屋国税局から約9000万円の申告漏れを指摘された[1]。
- イチロー記念館であるアイ・ファインの運営会社BTRの代表などを歴任しており、講演活動にも積極的に取り組んでいる。

## イチローの父親として
イチローが小学校の3年生の時から中学に入るまで、学校から帰宅して日が沈むまで毎日、野球の練習に付き添い、また練習後は毎晩イチロー選手の足の裏をマッサージをしていた。1994年にはイチローの個人事務所『オフィス・イチロー』を設立し、自ら社長に就任している。
デイリー新潮の取材によると、1999年にイチローが福島弓子と結婚したことを契機に親子関係は悪化を始めた。宣之がこの結婚に否定的だったことや、宣之がイチローのメジャー・リーグ移籍に反対していたこともあり、イチローは宣之から距離を置くようになった。2003年1月に『オフィス・イチロー』が名古屋国税局からの9千万円の申告漏れを指摘された際には、イチローは宣之の不適切な管理を批判した。
イチローは宣之が講演など公の場で自身に言及することを望んでおらず、2003年に元広島カープ監督の古葉竹識が広島市長選に立候補した際、イチローと宣之は応援演説の要請を受けていたが、イチローは古葉の選挙対策関係者に対し、宣之には絶対に街頭演説をさせないよう要請している。
2002年11月に豊山町で催された『イチロー杯争奪学童軟式野球大会』の表彰式で、イチローは「大リーグ挑戦を父に反対されて辛かったけれど、意思を貫いてよかった。自分で決断ができる大人になってほしい」と述べたと報じられている。一方、宣之自身は息子のメジャー挑戦に反対したことはないと主張している。
イチローのアメリカ野球殿堂入りの際には「ニュースで見てたらアメリカでは1票足らず。ほっとしました。そんな完璧な人間がいるのかと思っていましたので、欠けていてちょうどいい」とイチローと意見が一致していた一方で「51歳のおっさんが親に連絡なんかして来ない」と苦笑するなど依然親子が疎遠であることが窺える。

## 著書
- 『父と息子 イチローと私の二十一年』（1995年3月1日、二見書房）ISBN 978-4576950327、ISBN 978-4576011493(改題『息子イチロー』)
- 『イチローとわが家ほんとうの話』（1996年7月1日、家の光協会）ISBN 978-4259544805、ISBN 978-4259546687(新装版)
- 『イチローと13人の仲間 野球少年「鈴木一朗」物語』（1996年7月1日、二見書房）ISBN 978-4576960753
- 『溺愛 我が子イチロー』（1996年8月1日、小学館）ISBN 978-4093871860
- 『大リーガーイチローの少年時代』（2001年10月31日、二見書房）ISBN 978-4576011691
- 『いちばん好きなこと一直線 子育ては、父親最大の仕事』（2003年3月24日、麗沢大学出版会、広池学園事業部）ISBN 978-4892054570